# Sorgenlos (Laubach)

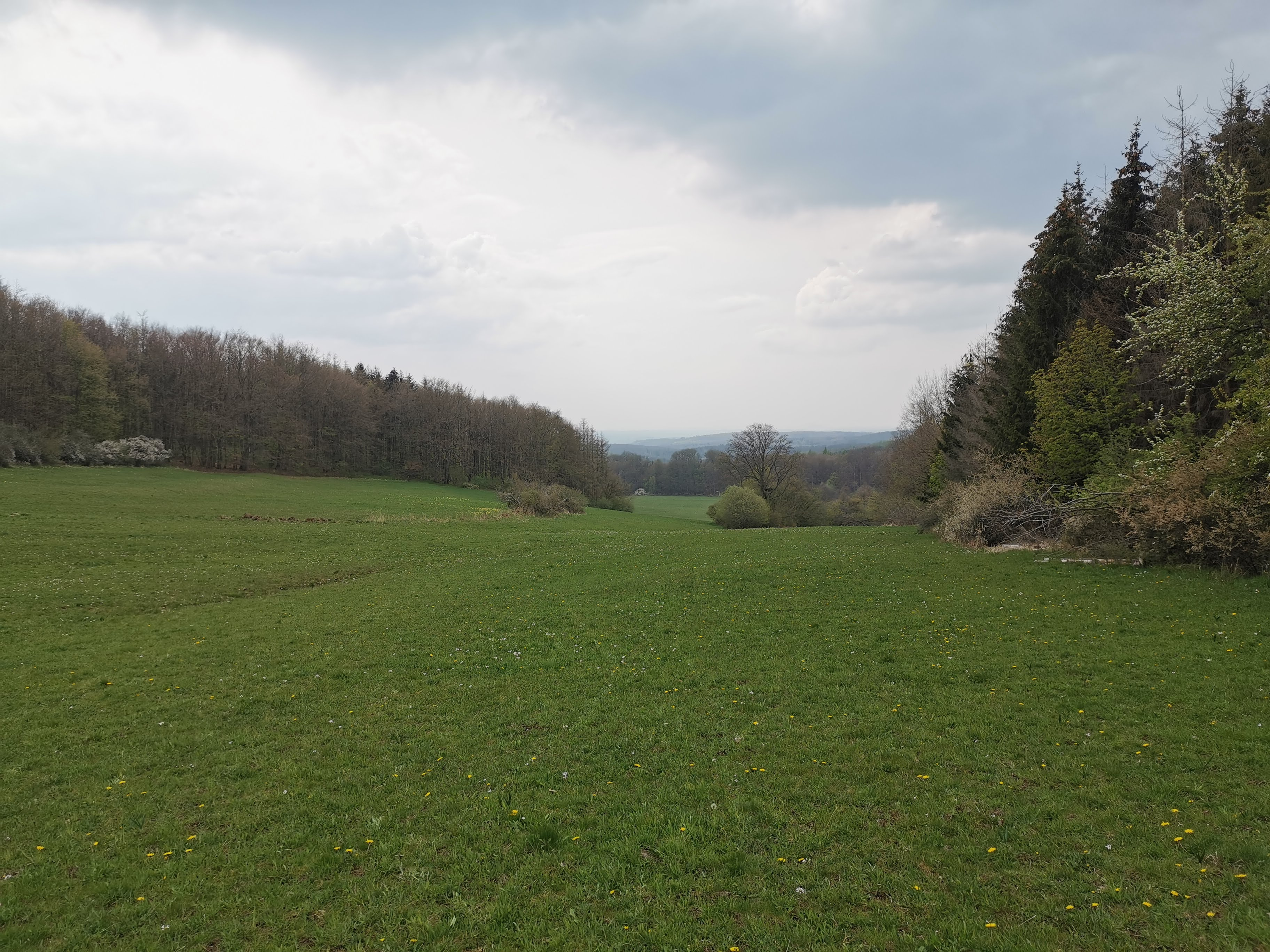
Aufnahme vom oberen Rand des „Sorgenlos“.

Das Sorgenlos ist der Gemarkungsname einer im 19. Jahrhundert aufgelassenen Köhlersiedlung im Laubacher Wald. Außerdem stand an dieser Stelle ein Jagdschloss der Grafen zu Solms Laubach.

## Geschichte der Köhler am Sorgenlos
Zu Beginn des 18. Jahrhunderts war Graf Friedrich Magnus II. auf der Suche nach Köhlern, um die aufkommende Eisenindustrie zu unterstützen. Die damals neu gegründeten Hammerwerke in der Gegend um Laubach, wie der Hessenbrückenhammer bei Röthges, der Georgenhammer bei Lauter, der alte Hammer bei Wetterfeld oder die Friedrichshütte benötigten dringend Kohle, um weiter wachsen zu können. Um das Jahr 1700 kam nahezu alle Kohle für diese Unternehmungen aus Gonterskirchen. Um die Versorgung zu verbessern, wurden mehr Köhler gebraucht, als unter den Untertanen des Grafen zu Solms Laubach vorhanden waren. Aufgrund dessen wurden Werber nach Thüringen ausgesandte und tatsächlich fanden diese in Goldlauter bei Suhl einige Familien, die bereit waren, in die Wälder nördlich von und Gonterskirchen umzusiedeln.
Im Umkreis der Siedlung wurde ab ca. 1720 für knapp 100 Jahre Kohle für die Umgebung produziert. Außerdem gingen einige Bewohner der Glasherstellung nach. Noch heute findet man an vielen Stellen Reste der alten Glashütten.
Die Siedlung wurde 1816 nach zwei Überfällen von Räuberbanden abgebrochen. Eine letztmalige Erwähnung findet sich im Freienseener Kirchenbuch, als am 27. November 1814 letztmalig die „Siedlung Sorgenlos“ für die Tochter eines des Köhlers genannt wird, Das gewonnene Material verwendete man für andere Bauten in der Nähe, zum Beispiel das Forthaus in Freienseen, welches nur unweit der alten Siedlung errichtet wurde.
Dennoch gab es auch nach der Auflassung der Siedlung weiterhin Köhlerhandwerk in der Gemarkung Sorgenlos, wenn auch deutlich eingeschränkt. Der letzte Köhler, der in den Laubacher Wäldern mit seinen beiden Söhnen arbeitete, stammte aus Eisleben. Er starb 1938 und wurde in Freieinseen beerdigt.

## Geschichte des Jagdschlosses „Sorgenlos“

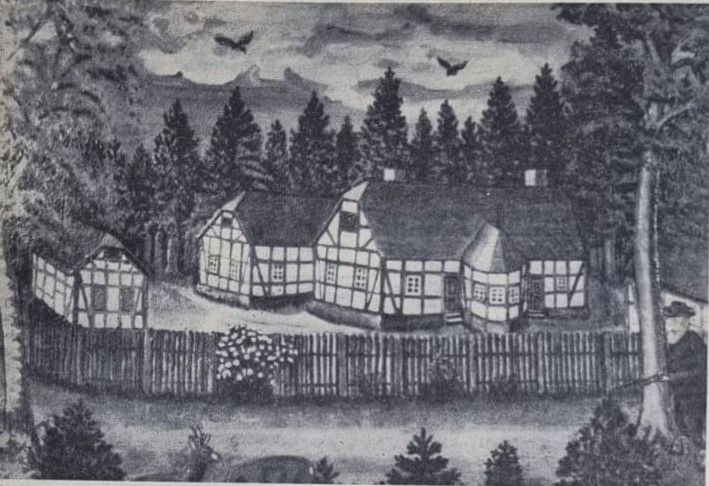
Jagdschloss Sorgenlos nach einer Medaille.

Nach dem Tod des Grafen Friedrich Magnus am 17. August 1738 übernahm sein Bruder Christian August zu Solms Laubach die Amtsgeschäfte in der Grafschaft. Dieser sorgte sich weniger um die wirtschaftliche Entwicklung der Region, als vielmehr um die Mehrung seines Prunks. Seinem erklärten Vorbild Friedrichs des Großen nacheiferend, ließ er sich 1750 sein eigenes „Sanssouci“ in der Nähe der Wetterquelle in Form eines Jagdschlosses errichten, das er „Sorgenlos“ nannte. Noch heute erinnert eine Medaille an der Kette des Laubacher Hammelschützen auf dem Ausschussfest an das alte Jagdschloss.

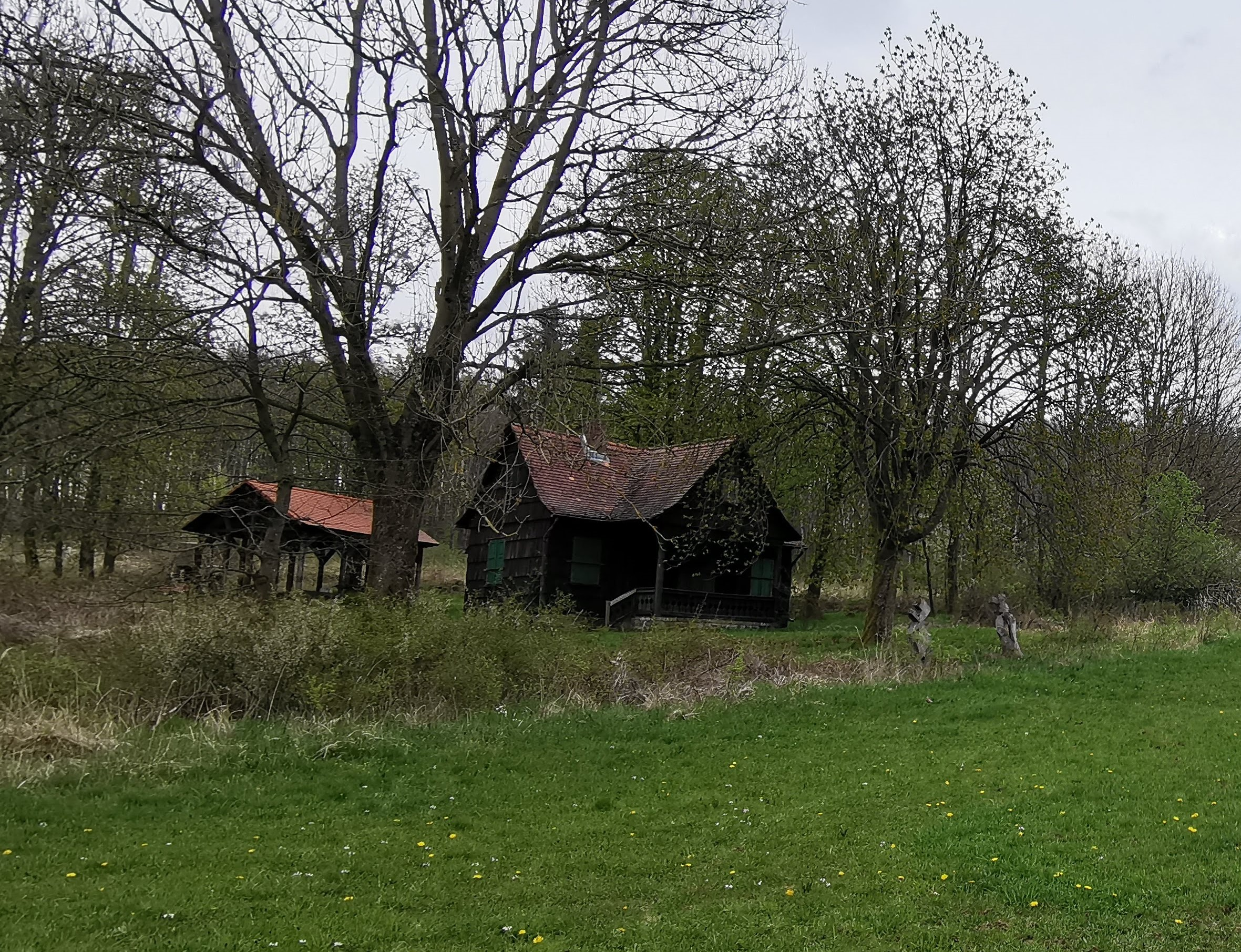
Das heutige Jagdhäusschen am Sorgenlos.

1936 wurde an der Stelle des alten Jagdschlosses ein kleines Jagdhäusschen errichtet, dieses brannte 1955 nieder, wurde allerdings im darauffolgenden Jahr wieder aufgebaut. Noch heute dient es der gräflichen Familie bei Jagden als Aufenthaltsort.